# Willy Singer
Wilheim Singer dit Willy né le 23 février 1949 Heimertingen (Bavière) est un coureur cycliste allemand. Il est professionnel de 1976 à 1978.

## Palmarès
- 1974
  - Prologue du Grand Prix Guillaume Tell (contre-la-montre par équipes)
- 1975
  - 1re et 10e étapes du Tour de Rhénanie-Palatinat
  -  Médaillé de bronze du championnat du monde militaires du contre-la-montre par équipes
- 1977
  - 2e du championnat d'Allemagne de cyclo-cross
- 1978
  - 3e du championnat d'Allemagne de cyclo-cross

## Résultats sur les grands tours

### Tour de France
1 participation
- 1977 : 49e

### Tour d'Italie
2 participations
- 1976 : 58e
- 1978 : 80e